# Albrechtičky
Albrechtičky är en ort i Tjeckien. Den ligger i den östra delen av landet, 270 km öster om huvudstaden Prag. Albrechtičky ligger 238 meter över havet och antalet invånare är 674.
Terrängen runt Albrechtičky är platt.Runt Albrechtičky är det tätbefolkat, med 308 invånare per kvadratkilometer. Närmaste större samhälle är Ostrava, 19,9 km nordost om Albrechtičky. Trakten runt Albrechtičky består till största delen av jordbruksmark.